# Vitreledonella alberti
Espèce
Vitreledonella alberti est une espèce d'octopodes de la famille des Vitreledonellidae.

## Description
C'est une "pieuvre" transparente.
Cette espèce est beaucoup moins connue que son cousin Vitreledonella richardi, ils ont tous deux été découverts par Joubin, alberti a été découvert après richardi.

## Référence
- Joubin, 1924 : Contribution à l'étude des céphalopodes de l'Atlantique Nord (4e Série). Résultats des Campagnes scientifiques accomplies sur son yacht par Albert Ier, Prince souverain de Monaco, vol. 67, p. 1-113.